# Ostracoberyx fowleri
Ostracoberyx fowleri è un pesce osseo di acqua salata del genere Ostracoberyx.